# L'Âge de cristal
Pour les articles homonymes, voir L'Âge de cristal (homonymie).
Pour plus de détails, voir Fiche technique et Distribution.
L’Âge de cristal (anglais : Logan’s Run) est un film américain réalisé par Michael Anderson, sorti en 1976.

## Synopsis
L’Âge de cristal se place dans un monde (supposé) post-apocalyptique où les humains vivent enfermés dans des villes bulles, en l'an 2274. Leur mode de vie, géré par des ordinateurs et des automatismes, est très agréable. Mais afin de limiter la surpopulation et de pouvoir gérer les ressources alimentaires rationnées, la vie des individus est limitée à 30 ans, âge auquel chacun est invité à une cérémonie publique appelée le carrousel, où, sous couvert de renaissance, son corps est purement et simplement désintégré. Pour détecter cette phase, une horloge de vie (lifeclock), sous forme de cristal, est implantée dans la paume de chaque humain et change de couleur à l'approche du dernier jour.
La plupart des résidents acceptent cette vague promesse de renaissance, mais certains ont compris que ce n'est qu'une simple exécution visant à réguler la démographie. Ils entrent dans la clandestinité pour éviter le Carrousel. Pour traquer ces fugitifs (Runners dans le film en V.O.), l'ordinateur de la ville a créé un corps de limiers (Sandmen ou agents DS dans le film en V.O.), qui sont chargés de poursuivre et d'exterminer les fugitifs.
Logan 5 est un de ces limiers, avec son ami Francis 7. Après avoir pourchassé et tué un fugitif, Logan trouve un Ânkh (croix ansée) dans les effets de sa victime. Plus tard, il rencontre Jessica 6, une jeune femme qui porte aussi un pendentif ânkh. Logan apporte les effets du fugitif à l'ordinateur, qui lui dit que l'ânkh est le symbole d'un groupe de personnes qui aide les fugitifs à trouver le « Sanctuaire », un lieu plus ou moins réel qui échapperait au pouvoir de la ville. L'ordinateur ordonne à Logan de se faire passer pour un fugitif, de trouver le Sanctuaire et de le détruire. Pour ce faire, il accélère le changement de couleur de son cristal, qui commence à clignoter en rouge quatre ans avant la date normale. Et il refuse de dire à Logan si cet avancement est réversible ou non. Pour échapper au Carrousel, Logan doit maintenant devenir un fugitif.
Logan retrouve Jessica et lui explique sa situation. Ils se rendent dans la cathédrale, un secteur isolé et mal contrôlé par le pouvoir de la ville. C'est le domaine des louveteaux, qui sont de jeunes rebelles hors de contrôle. Avec son arme, il réussit à leur échapper. Ensemble, ils retrouvent un groupe clandestin, tout d'abord réticent du fait de la présence d'un limier. Mais il leur donne une piste pour quitter la cité. C'est alors que le groupe est attaqué par des limiers. Logan et Jessica fuient.
Ils découvrent que le symbole ânkh ouvre une porte sur des caves puis des grottes en proie au gel, ce qui leur permet de s'éloigner de la ville. Mais ils sont toujours pris en chasse par Francis. Dans la grotte, ils rencontrent Box, un robot anthropomorphique conçu pour recueillir à l'extérieur de la nourriture pour la ville. Toutefois, Box a également capturé des fugitifs et les conserve congelés. Avant d'être aussi congelés, Logan et Jessica échappent au robot, provoquant la destruction de la grotte et la destruction de Box.
Une fois dehors, Logan et Jessica découvrent le soleil, la nature. Mais aussi que leurs cristaux sont maintenant clairs et inertes. Un peu plus loin, ils découvrent que la végétation a envahi une grande partie des vestiges de la civilisation humaine. Ils explorent les environs qui s'avèrent être le parc du National Mall à Washington. Dans les ruines du bâtiment du Sénat des États-Unis, ils découvrent un homme âgé, à leur grande surprise, car ils n'avaient jamais vu de personne de plus de 30 ans. Le vieil homme explique ce qu'il sait de ce qui est arrivé à l'humanité en dehors de la ville. Logan et Jessica réalisent alors que le Sanctuaire est un mythe. Cependant, Francis les rattrape et se bat avec Logan qui le blesse mortellement. Avant de mourir, Francis voit que le cristal de Logan est maintenant translucide, et il croit que Logan a fait l'objet de la Renaissance promise par la ville. Jessica veut rester sur place pour y mener une vie tranquille, mais Logan veut rentrer dans la cité pour libérer les habitants.
Logan et Jessica convainquent le vieil homme de revenir avec eux dans la ville. Laissant le vieil homme à l'extérieur, ils entrent dans la cité par des conduites d'eau pour expliquer aux habitants que le Carrousel est un mensonge et n'est plus nécessaire. Mais ils sont capturés par des limiers et amenés à l'ordinateur. Celui-ci demande à Logan s'il a accompli sa mission, mais Logan insiste sur le fait qu'il n'y a pas de sanctuaire. Cette réponse n'est pas acceptée par l'ordinateur, même après avoir scanné le cerveau de Logan. Finalement, cela conduit l'ordinateur à la surcharge, ce qui entraîne la panne de tous les systèmes automatiques de la ville. Les habitants sont maintenant libres et quittent la ville. Logan et Jessica retrouvent le vieil homme que les habitants découvrent avec surprise. Ils partent ensuite dans leur nouvel environnement pour une nouvelle vie.

## Fiche technique
- Titre français : L’Âge de cristal
- Titre original : Logan’s Run
- Réalisation : Michael Anderson
- Scénario : David Zelag Goodman (en), d'après l'œuvre de William F. Nolan et de George Clayton Johnson
- Musique : Jerry Goldsmith
- Photographie : Ernest Laszlo
- Montage : Bob Wyman
- Production : Saul David
- Société de production et de distribution : Metro-Goldwyn-Mayer
- Pays :  États-Unis
- Langue : Anglais
- Format : Couleur - son Dolby Stéréo, 2,35:1 Cinémascope, 35 mm et 70 mm Todd-AO
- Genre : Science-fiction
- Durée : 118 minutes
- Date de sortie : 22 décembre 1976 (France)

## Distribution
- Michael York (VF : Philippe Étesse) : Logan 5
- Jenny Agutter (VF : Pascale Brouillard) : Jessica 6
- Richard Jordan (VF : Bernard Alane) : Francis 7
- Peter Ustinov (VF : Roger Carel) : Ballard, le vieil homme
- Farrah Fawcett (VF : Jeanine Forney) : Holly
- Michael Anderson Jr. (VF : François Leccia) : Doc
- Roscoe Lee Browne : Box
- Michelle Stacy : Mary 2
- Camilla Carr (VF : Béatrice Delfe) : la femme du sanctuaire

## Lieux de tournage
Le film a été principalement tourné au Texas, dans plusieurs bâtiments de Dallas et Houston, dont le Dallas Market Center (en) (grand hall), le Oz Restaurant and Nightclub, Pegasus Place, ainsi qu'à Fort Worth Water Gardens (en) (système d'évacuation d'alimentation en eau) et au Hyatt Regency Houston (en). Plusieurs scènes d'extérieur ont été tournées à El Segundo (Californie).

### Lieux figurés
Plusieurs scènes présentent la ville de Washington (district de Columbia) abandonnée, avec plusieurs de ses monuments que les deux héros traversent : le National Mall (Washington Monument), le Capitole des États-Unis ou encore le Lincoln Memorial.

## Produits dérivés

### Série télévisée
- 1977-1978 : L’Âge de cristal (Logan’s Run) de William F. Nolan et George Clayton Johnson, avec Gregory Harrison, Heather Menzies, Donald Moffat, est l’adaptation du film en série télévisée.

### Comics
Plusieurs séries de comics basées sur l'univers de L’Âge de cristal ont été publiées par différents éditeurs.
Logan's Run est une série de comic books de Marvel Comics adaptant le film de 1976 en sept volumes. Ce comic est publié en France dans la revue petit format Eclipso des éditions Arédit/Artima en 1978.
L'éditeur Brown Watson fait paraitre un numéro nommé 'annuel' en septembre 1978 : Logan's Run Annual.
Logan's Run de Adventure Comics est une adaptation du premier roman. En 1991, après le succès de la première adaptation, Adventure Comics adapte le deuxième roman et publie Logan's World.
Enfin, l'éditeur Bluewater (en) en 2010, puis 2011, fait paraitre deux séries limitées en 6 épisodes, respectivement Logan's Run Last Day et Logan's Run Aftermath. Dont un numéro double 'Logan's Run Last Days #0'.
Par la suite, 4 épisodes de février 2012 à octobre 2013 avec le nom 'Logan's Run: Rebirth'.
Et enfin, en 2017, deux épisodes Logan's Run Black Flower.

### Romans
- George Clayton Johnson et William F. Nolan, L'Âge de Cristal (en) (sous-titre : Quand ton cristal mourra) (Logan’s Run), 1967.
- William F. Nolan, Retour à l'Âge de Cristal (en) (Logan’s World), 1977.
- William F. Nolan, Logan's Search, 1980.
- William F. Nolan, Logan's Return, 2000.
- William F. Nolan, Logan's Chronicles, 2003.

### Articles et essais
- L'âge de cristal, du livre à l'écran, Arrêt sur séries no 37,  2010
- L'âge de cristal, guide pour une dystopie, Max Philippe Morel, Lulu.inc, 2018